# Acalypha maestrensis
Acalypha maestrensis é uma espécie de flor do gênero Acalypha, pertencente à família Euphorbiaceae.